# Chavgás (Lassíthi)
Chavgás (grec moderne : Χαυγάς) est un village du dème d’Ágios Nikólaos, dans le district régional de Lassíthi de la Crète, en Grèce. Il fait partie de la municipalité de Neápoli. Selon le recensement de 2011, la population de Chavgás compte 5 habitants.

## Source de la traduction
- (el) Cet article est partiellement ou en totalité issu de l’article de Wikipédia en grec moderne intitulé « Χαυγάς Λασιθίου » (voir la liste des auteurs).